# Amata pryeri
Amata pryeri là một loài bướm đêm thuộc phân họ Arctiinae, họ Erebidae.